# Myanmar Brewery Limited
Die Myanmar Brewery Limited (MBL) ist eine Bierbrauerei in Myanmar und befindet sich auf einem 13,6 Hektar großen Gelände im Pyinmabin Industrial Complex, Mingaladon Township, Yangon. Es sind rund 1.000 Angestellte dort beschäftigt. Der Jahresausstoß der Brauerei liegt bei ca. 2,1 Millionen Hektolitern.

## Geschichte
Die Myanmar Brewery Limited entstand am 29. März 1995 im Rahmen eines 60 Millionen US-Dollar umfassenden Joint Ventures mit der ThaiBev Ltd. Im Jahr 2013 übertrug die ThaiBev Ltd. ihren 55-%-Anteil an den Investor Fraser and Neave Ltd. (F&N), während die verbliebenen 45 % weiterhin von der Myanmar Economic Holdings Ltd., einem in Besitz von Militärs befindlichen halbstaatlichen Unternehmen, gehalten wurden. Am 19. August 2015 erwarb Kirin Beer den 55%igen Anteil von der F&N.

## Produkte
- Myanmar Premium (Markteinführung 27. März 2016)
- Myanmar Beer (Markteinführung 24. Oktober 1997)
- Myanmar Double Strong (Markteinführung 29. Juli 2009)
- Black Shield Stout (Markteinführung 9. September 2015)
- Andaman Gold (Markteinführung März 2006)

Die Produkte der MBL haben einen 86%igen Anteil am gesamten Bierverkauf in Myanmar. Davon entfallen alleine 90 % auf das Standardbier Myanmar. Die Biersorten werden in Flaschen und Dosen angeboten. Der Flascheninhalt beträgt 640 ml, die Dosen enthalten 330 ml. Das Bier wird nach Singapur, Malaysia, Thailand, Indonesien, Bangladesh, China, Hongkong, Japan, Australien und Neuseeland sowie in die Russische Föderation exportiert.